# ابن شعبه حرانی
ابن شعبه حرانی از دانشمندان و محدثان شیعی اهل سوریه در قرن چهارم است.

## زندگی
ابن شعبه حرانی (حسن بن علی بن حسین بن شعبه) محدّث شیعه و نویسنده کتاب مشهور تحف العقول می‌باشد. ابن شعبه اهل شهر «حران» بود. حران شهری بر سر راه موصل، شام و روم است.
او از دانشمندان و محدثان و فقهای اواسط سده چهارم هجری است. تاریخ تولد و درگذشت او معلوم نیست، 

## اساتید و معاصران
او شاگرد و راوی ابو علی محمد بن همام بغدادی متوفی به سال 336 هجری بوده است ، لذا او را معاصر شیخ صدوق متوفی به سال 381 هجری دانسته اند.